# Moya (architettura)

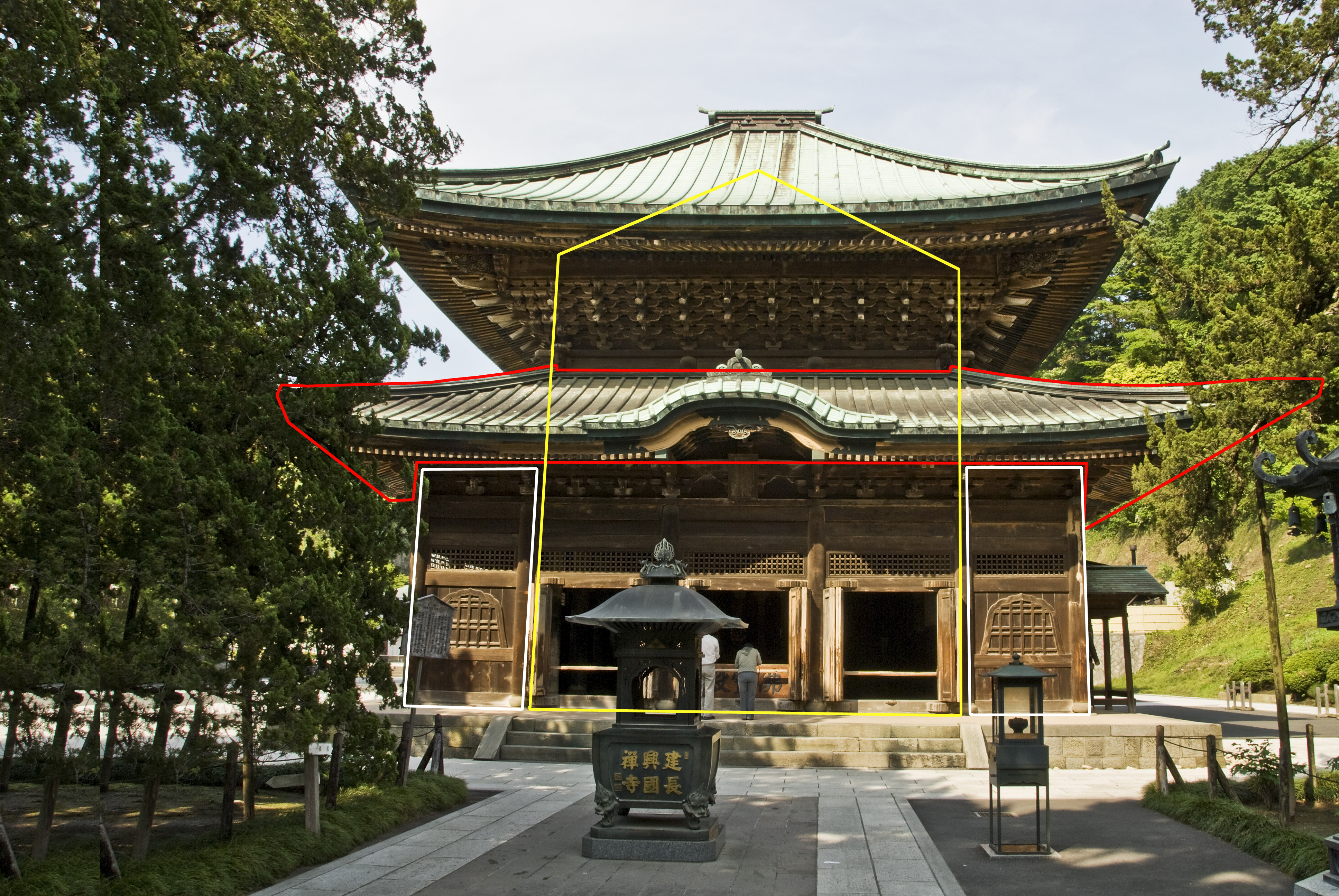
Rappresentazione strutturale di un edificio dall'architettura nipponica: in giallo il moya, in bianco il hisashi e in rosso il mokoshi

Il moya  (母屋?) nell'architettura giapponese rappresenta il centro di un edificio. Dopo l'introduzione del buddismo in Giappone nel VI secolo, il moya è stato usato per indicare l'area sacra centrale del tempio. Generalmente è circondato da spazi come il cosiddetto hisashi. Nei templi costruiti nello stile irimoya-zukuri, la parte chiusa solitamente copre il moya mentre la parte a padiglione copre i corridoi.

## La pianta di unbutsuden

La pianta di un butsuden

Il disegno mostra la planimetria di un tipico butsuden zen principale come quello nella foto sopra a Enkaku-ji a Kamakura. Il nucleo dell'edificio (moya) è largo 3x3 ken ed è circondato su quattro lati da un hisashi largo 1 ken, portando le dimensioni esterne dell'edificio a un totale di 5x5 ken. Poiché l'hisashi è coperto da un tetto a padiglione, il butsuden sembra avere due piani, ma in realtà ne ha solo uno.
Questo tetto a padiglione decorativo che non corrisponde a una divisione verticale interna è chiamato mokoshi (裳階・裳層?, anche pronunciato shōkai), letteralmente "piano corto" o "piano di risvolto".
La stessa struttura può essere trovata in un tahōtō con lo stesso effetto: la struttura sembra avere un secondo piano, ma in realtà non lo è.